# Phryxe ardeacea
Phryxe ardeacea là một loài ruồi trong họ Tachinidae.